# کونکوردیا (نیوجرسی)
کونکوردیا (به انگلیسی: Concordia) یک منطقهٔ مسکونی در ایالات متحده آمریکا است که در مونرو، نیوجرسی واقع شده‌است. کونکوردیا ۲٫۷۵۹ کیلومتر مربع مساحت و ۳٬۰۹۲ نفر جمعیت دارد و ۴۴ متر بالاتر از سطح دریا واقع شده‌است.